# Lauren Mitchell
Lauren Mitchell (ur. 23 lipca 1991 w Subiaco) – australijska gimnastyczka, mistrzyni świata, olimpijka.
Największym sukcesem zawodniczki jest złoty medal mistrzostw świata w Rotterdamie w konkurencji ćwiczeń wolnych.

## Osiągnięcia
| Rok  | Zawody             | Miasto    | Miejsce | Konkurencja             | Punktacja |
| ---- | ------------------ | --------- | ------- | ----------------------- | --------- |
| 2009 | Mistrzostwa świata | Londyn    | 2       | Ćwiczenia na równoważni | 14.875    |
| 2009 | Mistrzostwa świata | Londyn    | 2       | Ćwiczenia wolne         | 14.550    |
| 2010 | Mistrzostwa świata | Rotterdam | 1       | Ćwiczenia wolne         | 14.833    |